# Савиоре дел’Адамело
Савиоре дел’Адамело (итал. Saviore dell'Adamello) је насеље у Италији у округу Бреша, региону Ломбардија.
Према процени из 2011. у насељу је живело 339 становника. Насеље се налази на надморској висини од 1234 м.

## Становништво
| 1936. | 1951. | 1961. | 1971. | 1981. | 1991. | 2001. | 2011. |
| ----- | ----- | ----- | ----- | ----- | ----- | ----- | ----- |
| 2.231 | 2.491 | 2.265 | 1.827 | 1.572 | 1.341 | 1.161 | 992   |